# Christian von Lente

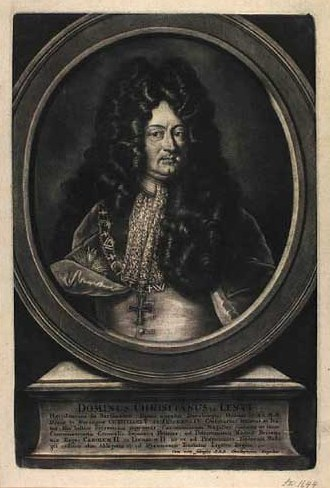
Christian von Lente

Christian von Lente (* 29. März 1649; † 2. November 1725) war ein dänischer Diplomat und Beamter. Von 1699 bis 1710 diente er Dänemark-Norwegen als Oberkriegssekretär.

## Familie und Herkunft
Von Lentes Vater war der Kanzler Theodor von Lente (1605–1668), seine Mutter dessen Gattin Magdalena, geb. Schönbach (1612–1670). Der Diplomat Johann Hugo von Lente (1640–1719) war sein Bruder.
1680 heiratete von Lente Jacobina Charlotta Sasburgh († 1688), Tochter des Diplomaten Thomas Sasburgh (1612–1687) und dessen Gattin Charlotta, geb. van Bleyenburg (1625–1689).

## Leben

### Bis 1698
Von Lentes Vater ließ ihn für den Hofdienst erziehen. Er besuchte 1666 nach dem Schulabschluss die Universität Heidelberg und reiste 1667 nach Frankreich; 1668 musste er aufgrund des Todes des Vaters kurz in der Heimat verweilen und führte seine Studien hernach in Straßburg und Leiden fort, bis ihn der Tod der Mutter 1670 heimrief. Im selben Jahre wurde von Lente zum Sekretär in der Deutschen Kanzlei berufen und feierte im Hause des Reichskanzlers Griffenfeld die Verlobung mit der zwölfjährigen Margrethe Elisabeth, Tochter seines Kanzleikollegen Mathias Rudolf Rheinfrank zu Fævejlegård und Halbschwester von Griffenfelds Gattin Karen. Die Verbindung war Teil seiner ehrgeizigen Zukunftspläne und trug dazu bei, ihm 1675 einen Posten als dänischer Diplomat in Brüssel zu verschaffen. Nach Griffenfelds Fall fand er diese nicht länger zweckdienlich und löste sie. 1679 bis 1680 war er als Diplomat in Den Haag, 1680 bis 1688 außerordentlicher Gesandter in London. Bei Karl II. machte er eine gute Figur und erhielt das Angebot, zum Ritter geschlagen zu werden, was er jedoch mit Billigung des dänischen Königs Christian V. ablehnte. 1682 wurde er mit seinem Bruder in den dänischen Adelsstand aufgenommen. In die Zeit seines Englandaufenthaltes fielen die Verhandlungen über den Ehevertrag zwischen Georg von Dänemark und Anne Stuart, bei deren Hochzeit 1683 er als Zeremonienmeister fungierte. Kurz vor der Glorreichen Revolution 1688 flüchtete er nach Den Haag, wo er bis 1698 als außerordentlicher Gesandter diente. Hier knüpfte er eine enge Freundschaft mit Christian Siegfried von Plessen, wiederholte Male außerordentlicher Botschafter in den Niederlanden. Die Freundschaft war im höchsten Maße förderlich für von Lentes Karriere. Im Juni 1691 hatte er einen nicht geringen Anteil an dem in Kopenhagen beschlossenen Übereinkommen zur Erstattung der Schäden für niederländische und englische Übergriffe auf die dänisch-norwegische Schifffahrt sowie den englischen und niederländischen Handel mit Dänemark-Norwegen und den dänisch-norwegischen Handel mit Frankreich. Später nahm er an von Plessens Verhandlungen mit Wilhelm III. über den von Dänemark-Norwegen erhobene Elbzoll und über eine Allianz der beiden Staaten, die 1696 beschlossen wurde. Obwohl Christian V. nicht gänzlich zufrieden mit von Lentes Diensten war, sandte er ihn im folgenden Jahre mit von Plessen als dänische Bevollmächtigte zum Rijswijker Kongress. Gleichzeitig mit seinem Gesandtenposten bekleidete er von 1688 bis 1697 die Stellung als Vizestiftsbefehlshaber im Bistum Ribe. 1698 wurde von Lente aus Den Haag heimgerufen und im August desselben Jahres Oberhofmeister bei der Ritterakademie in Kopenhagen.

### Als Oberkriegssekretär
Im Januar 1699 löste er Adam Levin von Knuth als Deputierter für die Hofverwaltung ab und wurde nach dem Thronwechsel im August desselben Jahres Mitglied des Gehejmekonseil anstelle des verstorbenen Jens Juels’ sowie Oberkriegssekretär und Deputierter im Kommissariat für Land- und Seestreitkräfte. Mit fünfzig Jahren bekam er einen Sitz in der Zentraladministration. Von Lente war in der Zentraladministration unbestritten der hellste Kopf – wie viele fremde Diplomaten äußerten –, aber es mangelte ihm an tiefergehender Erfahrung und ausreichender Arbeitskraft. Letzteres hing teils zusammen mit einer unbeständigen Gesundheit und persönlichen Sorgen; so verlor er von 1684 bis 1704 seine Frau und seine drei Töchter und war hernach kinderloser Witwer. Doch kurz nach seinem Amtsantritt als Oberkriegssekretär erlebte seine Karriere mehrere ausgesprochen glückliche Veränderungen. 1708 bis 1709 war er mit auf der Auslandsreise Friedrich IV. auf und schloss auf der Heimreise in Dresden zusammen mit Ditlev Wibe die dänisch-sächsischen Allianztraktate vom Juli 1709 ab. Im August desselben Jahres wies er mit dem Geheimen Staatsminister Johan Georg von Holstein eine Wiederaufnahme des Krieges zurück, da es an Männern, Geld und Getreide mangelte und es waren keine Subsidien aus Russland in Sicht. Von Lente war zudem überzeugt, dass die Seemächte nicht wollten, dass Dänemark Herr über beide Sundküsten würde. Da die beiden Herren überstimmt wurden, sprach von Lente aus, dass er darüber nachdachte, sich „for at tænke på sjælens frelse“ (um über das Seelenheil nachzudenken) zurückzuziehen. Erst nach der Niederlage bei Helsingborg und die heftigen Klagen Obergeneral Christian Detlev von Reventlows über die Mängel der Kriegsverwaltung, machte er seine Drohung war und gab beide seiner Ämter sowie den Sitz im Gehejmekonseil auf. Er behielt jedoch die Gunst des Königs und erhielt eine beachtliche Pension. Zudem wurde er 1712 Mitglied der Direktion für das Armenwesen, 1713 Direktor für das Postwesen in Dänemark und den Herzogtümern und 1717 Stiftamtmann über Fünen und Langeland sowie Amtmann über Odense, Dalum Sankt Knud und Rugård.

### Rückkehr
Von Lentes politische Rolle war allerdings noch nicht ausgespielt. 1718 holte der König Meinungen zu einer Fortführung des Krieges oder einem Separatfrieden mit Schweden ein. Nach dem Frieden von Frederiksborg zog von Lente abermals ins Gehejmekonseil – diesmal als Nachfolger von Christian Christophersen Sehested – ein und behielt den Sitz bis kurz vor seinem Tode, als ihn Krankheit und Altersschwäche zum Rücktritt zwangen. Nachdem Johan Hugo von Lente 1719 gestorben war, erbte Christian das Gut Sarlhusen, das nach seinem Tode – da er der letzte männliche Abkömmling war – in fremde Hände geriet. Sein Privatvermögen, seine Bibliothek und seine ausgewählte Materialsammlung – eine Erbe vom Vater – hinterließ er testamentarisch dem Sohn seiner Nichte brüderlicherseits, Christian Adeler, welcher den Namen Lente-Adeler annahm und das Lentische Wappen als sein eigenes annahm.

## Auszeichnungen
- 1681: Rat
- 1683: Staatsrat
- 1695: Weißer Ritter
- 1697: Geheimrat und Oberzeremonienmeister
- 1722: Blauer Ritter